# Swann Arlaud
Swann Arlaud (30 de noviembre de 1981) es un actor francés, conocido por Anatomie d'une chute (2023), Grâce à Dieu (2019), Petit Paysan (2017), Une vie (2016), y Los Anarquistas (2015).
Como actor rodó el film Grâce à Dieu (Por Gracia de Dios) en 2018, que le valió el César al mejor actor secundario en 2020. También ha aparecido en la serie Meurtres à… (Asesinato en…) (2013) y en películas como Le Dernier vol (El último vuelo) (2009), Les Aventures extraordinaires d'Adèle Blanc-Sec (2010), Une vie (Una vida) (2016), Cœurs vaillants (Corazones valientes) (2021), À propos de Joan (La vida sin ti) (2022) y Anatomie d'une chute (Anatomía de una caída).

## Filmografía
| Año  | Título                                          | Rol                                   | Notas                                 |
| ---- | ----------------------------------------------- | ------------------------------------- | ------------------------------------- |
| 2023 | L'établi                                        | Robert Linhart                        |                                       |
| 2023 | Anatomía de una caída                           | Maître Vincent Renzi                  | Premio César a Mejor Actor de Reparto |
| 2022 | À propos de Joan                                | Nathan Verra                          |                                       |
| 2022 | Beating Sun                                     | Max                                   |                                       |
| 2021 | I want to talk about Duras                      | Yann Andréa                           |                                       |
| 2021 | Valiant Hearts                                  | El curador                            |                                       |
| 2020 | How I became a superhero                        | Naja                                  |                                       |
| 2019 | Grâce à Dieu                                    | Emmanuel Thomassin                    | Premio César a Mejor Actor de Reparto |
| 2019 | Escape from Raqqa                               | Sylvain Henri                         |                                       |
| 2019 | The Swallows of Kabul                           | Moshen                                |                                       |
| 2019 | The Bare Necessity                              | Pierre Perdrix                        |                                       |
| 2019 | L'aventure Atomique                             | El científico                         |                                       |
| 2018 | A Clever Crook                                  | François Albagnac, Bertrand o Antoine |                                       |
| 2017 | Petit Paysan                                    | Pierre Chavanges                      | Premio César a Mejor Actor            |
| 2017 | Gros chagrin                                    | Jean (voz)                            | Cortometraje                          |
| 2016 | Baden Baden                                     | Simon                                 |                                       |
| 2016 | The End                                         | El hombre joven                       |                                       |
| 2016 | Goliath                                         | Nico                                  |                                       |
| 2016 | La Prunelle de mes yeux                         | Nicolai                               |                                       |
| 2016 | A woman's life                                  | Julien de Lamare                      |                                       |
| 2015 | Elixir                                          | André                                 |                                       |
| 2015 | Les Anarchistes                                 | Elisée Mayer                          |                                       |
| 2015 | The Wakhan Front                                | Jérémie Lernowski                     |                                       |
| 2015 | La Dernière Ballade                             |                                       | Cortometraje                          |
| 2014 | Get Well Soon                                   | Camille                               |                                       |
| 2014 | Bouboule                                        | Pat                                   |                                       |
| 2013 | Chat                                            |                                       | Cortometraje                          |
| 2013 | Lazare                                          | Virgile                               | Cortometraje                          |
| 2013 | Age of Uprising: The Legend of Michael Kohlhaas | El Barón                              |                                       |
| 2013 | Nous sommes tous des êtres penchés              | Paul                                  | Cortometraje                          |
| 2013 | Alibi                                           | El gitano                             | Cortometraje                          |
| 2012 | L'Homme qui rit                                 | Sylvain                               |                                       |
| 2012 | La Joie de vivre                                | Lazare                                | Película para televisión              |
| 2012 | Crawl                                           | Martin                                |                                       |
| 2012 | Une place                                       | Denis                                 | Cortometraje                          |
| 2011 | Face                                            | El desertor                           | Cortometraje                          |
| 2011 | Alexis Ivanovitch vous êtes mon héros           | Alex                                  | Cortometraje                          |
| 2011 | Elles                                           | Cliente joven                         |                                       |
| 2011 | Ne nous soumets pas à la tentation              | Stéphan                               |                                       |
| 2011 | A quoi tu joues ?                               | Benoît                                |                                       |
| 2010 | Le Repenti                                      | Jéremie                               |                                       |
| 2010 | The Round Up                                    | Weismann                              |                                       |
| 2010 | The Extraordinary Adventures of Adèle Blanc-Sec | The Élysée crier                      |                                       |
| 2010 | Belle Épine                                     | Jean-Pierre                           |                                       |
| 2010 | Black Heaven                                    | Dragon                                |                                       |
| 2010 | Romantics Anonymous                             | Antoine                               |                                       |
| 2009 | Extase                                          | Hugo                                  |                                       |
| 2009 | Réfractaire                                     | Ady                                   |                                       |
| 2009 | La Femme invisible                              | Investigador                          |                                       |
| 2009 | Le Bel Âge                                      | François                              |                                       |
| 2009 | The Last Flight                                 | Duclos                                |                                       |
| 2008 | A Simple Heart                                  | Paul Aubain                           |                                       |
| 2006 | Le Temps des porte-plumes                       | Étienne                               |                                       |
| 2006 | Les Aristos                                     | Un hombre guapo                       |                                       |
| 2005 | D'Artagnan et les Trois Mousquetaires           | Un mosquetero                         | Película para televisión              |
| 2005 | Les Âmes grises                                 | Un soldado                            |                                       |
| 2005 | L'Ordre du temple solaire                       | Patrick Vuarnet                       | Película para televisión              |
| 1994 | Bête de scène                                   |                                       | Cortometraje                          |
| 1992 | La Révolte des enfants                          | Lucien                                |                                       |
| 1987 | Jeux d'artifices                                |                                       |                                       |

| Año  | Título                             | Rol               | Notas |
| ---- | ---------------------------------- | ----------------- | ----- |
| 2015 | Paris                              | Simon             |       |
| 2015 | En immersion                       | El Químico        |       |
| 2013 | Murders in...                      | Loic              |       |
| 2011 | Xanadu                             | Lapo Valadine     |       |
| 2010 | Les Bleus                          | Vincent Mora      |       |
| 2010 | Contes et nouvelles du XIXe siècle | El joven vendedor |       |
| 2009 | Nicolas Le Floch                   | Jean Galaine      |       |
| 2008 | Paris enquêtes criminelles         | Rémi Royer        |       |
| 2008 | Spiral                             | Steph             |       |
| 2008 | Central Nuit                       | Ludo Fortin       |       |
| 2007 | PJ                                 | Pierrick          |       |
| 2007 | Reporters                          | Monteur de Thomas |       |
| 2007 | Sur le fil                         | Fabrice Andréani  |       |
| 2006 | Femmes de loi                      | Jérôme Caubert    |       |
| 2005 | Les Monos                          | Doble L           |       |
| 2005 | Groupe flag                        | Estudiante        |       |
| 2004 | PJ                                 | Luc               |       |

### Como cineasta
| Año  | Title          | Notes                    |
| ---- | -------------- | ------------------------ |
| 2002 | Tolérance Zéro | Cortometraje             |
| 2016 | Venerman       | Cortometraje; codirector |

## Teatro
| Año  | Título                          | Director        | Nota                          |
| ---- | ------------------------------- | --------------- | ----------------------------- |
| 2010 | Une femme à Berlin              | Tatiana Vialle  | Théâtre du Rond-Point         |
| 2013 | En réunion                      | Patrice Kerbrat | Théâtre du Petit Montparnasse |
| 2013 | Prendre le risque d'aller mieux | Tatiana Vialle  | Ciné 13 Théâtre               |